# Winter Poem
Winter Poem là album thứ 7 phát hành vào cuối năm 2011 của nhóm nhạc Secret Garden.
Chú trọng vào âm nhạc không lời, album có 3 bài với giọng hát của các ca sĩ khách mời: Moya Brennan của nhóm Clannad với bài "The Dream", Fionnuala Gill với bài "Mary’s Lament", Tracey Campbell và Espen Grjotheim với bài "Powered By Nature".
Lời nhạc của bài Mary’s Lament được Brendan Graham viết. Trước đó ông đã cộng tác với Rolf Løvland viết lời bài hát You Raise Me Up.
"Powered By Nature" và "Suite" được viết cho Expo 2010 Thượng Hải Trung Quốc và là bài hát đầu tiên của Na Uy làm nhạc chính thức cho Expo 2010. Cùng với việc ra mắt album, nhóm sẽ tổ chức lưu diễn ở Na Uy. Nhiều bản nhạc từ album "Winter Poem" sẽ được trình diễn trong buổi diễn cũng như những bản nhạc trong lịch sử 16 năm hoạt động của nhóm.

## Danh sách các bài
| #  | Tựa đề                     | Thời lượng | Ca sĩ khách mời                    |
| -- | -------------------------- | ---------- | ---------------------------------- |
| 1  | Make A Wish                | 3:40       |                                    |
| 2  | Song For A New Beginning   | 3:23       |                                    |
| 3  | The Dream                  | 4:30       | Moya Brennan                       |
| 4  | Frozen In Time             | 3:50       |                                    |
| 5  | Anticipation               | 3:51       |                                    |
| 6  | Fionnuala’s Cookie Jar     | 3:41       |                                    |
| 7  | Mary’s Lament              | 3:56       | Fionnuala Gill                     |
| 8  | Song At The End Of The Day | 3:21       |                                    |
| 9  | Lament For A Frozen Flower | 5:11       |                                    |
| 10 | Powered By Nature          | 5:39       | Tracey Campbell và Espen Grjotheim |
| 11 | Suite                      | 14:29      |                                    |